# Бећо Алимановић
Бећо Алимановић (Крупањ, 18. фебруар 1965) био је српски и француски фудбалер.

## Биографија
Рођен је у Крупњу где је завршио основну и средњу школу. Студирао је Економски факултет Универзитета у Београду, одељење у Шапцу, као и Правни факултет Универзитета у Крагујевцу. Због посвећености фудбалу студије није завршио.
У раном детињству је почео да се бави фудбалом. У Фудбалском клубу Рађевац почео је да игра за пионире 1977. године. У првом тиму истог клуба дебитовао је 16. августа 1981. године. Била је то утакмица у Лајковцу против ФК Железничар Лајковац. У тој сезони ФК Рађевац је обезбедио пласман у Другу српску лигу. После тога провео је две године играјући фудбал у ФК Мачва Шабац где је спадао у високо оцењене играче. После Мачве играо је једну полусезону у ФК Радничком из Крагујевца, члану Друге савезне лиге.
У ФК Рађевац се вратио у пролећном делу првенства 1986. године. У Рађевцу је остао до 1988. године. Укупно током периода 1981-1988 у Рађевцу је играо 4 године. За то време одиграо је 47 утакмица, дао 13 голова, добио 1 жути картон, а просечна оцена коју је добио била 7,50.
После тога је 1988. прешао у ФК Рудар Костолац. Прву годину су били чланови Српске лиге, а другу чланови Међурепубличке лиге. На полусезони био је најбоље оцењено десно крило Српске лиге. За репрезентацију Србије играо је три пута.
Наставио је фудбалску каријеру у Француској, у клубу Саребур (fr:Football Club de Sarrebourg) где је играо од 1991. до 1996. године. Завршио је школу за тренера млађих категорија, па је наставио са тренерском каријером у овом и другим клубовима у Француској. Стекао је дипломе менаџера и комерцијалисте па се бавио и овим послом као директор робне куће и шеф модне продавнице.